# Wereldkampioenschap floorball 2004
Het wereldkampioenschap floorball van 2004 werd gehouden van 4 mei tot en met 23 mei in Zürich (Zwitserland). Het was de 5e editie en Zweden won de titel door  Tsjechië in de finale met 6-4 te verslaan.

## Deelnemende landen
| - Zweden - Noorwegen - Tsjechië - Duitsland - Oostenrijk | - Finland - Zwitserland - Letland - Rusland - Denemarken |

## Groepsfase

### Groep A
| Nr. | Land       | GW | Win | Gel | Ver | DV | DT | +/- | Pnt |
| --- | ---------- | -- | --- | --- | --- | -- | -- | --- | --- |
| 1.  | Zweden     | 4  | 4   | 0   | 0   | 65 | 6  | +59 | 8   |
| 2.  | Tsjechië   | 4  | 3   | 0   | 1   | 37 | 11 | +26 | 6   |
| 3.  | Noorwegen  | 4  | 2   | 0   | 2   | 43 | 30 | +13 | 4   |
| 4.  | Duitsland  | 4  | 1   | 0   | 3   | 13 | 65 | -52 | 2   |
| 5.  | Oostenrijk | 4  | 0   | 0   | 4   | 6  | 52 | -46 | 0   |

| Datum  | Land       | Land       | Uitslag | Periode         |
| ------ | ---------- | ---------- | ------- | --------------- |
| 16 mei | Tsjechië   | Duitsland  | 20 – 1  | (6–0, 5–1, 9–0) |
| 16 mei | Oostenrijk | Noorwegen  | 1 – 17  | (1–5, 0–8, 0–4) |
| 17 mei | Duitsland  | Oostenrijk | 9 – 2   | (1–2, 3–0, 5–0) |
| 17 mei | Zweden     | Tsjechië   | 4 – 1   | (2–1, 1–0, 1–0) |
| 18 mei | Tsjechië   | Oostenrijk | 7 – 2   | (1–0, 3–2, 3–0) |
| 18 mei | Noorwegen  | Zweden     | 4 – 17  | (1–5, 1–8, 2–4) |
| 19 mei | Tsjechië   | Noorwegen  | 9 – 4   | (2–1, 3–1, 4–2) |
| 19 mei | Zweden     | Duitsland  | 25 – 0  | (9–0, 8–0, 8–0) |
| 20 mei | Noorwegen  | Duitsland  | 18 – 3  | (6–1, 8–1, 4-1) |
| 20 mei | Zweden     | Oostenrijk | 19 – 1  | (8–0, 5–1, 6–0) |

### Groep B
| Nr. | Land        | GW | Win | Gel | Ver | DV | DT | +/- | Pnt |
| --- | ----------- | -- | --- | --- | --- | -- | -- | --- | --- |
| 1.  | Zwitserland | 4  | 4   | 0   | 0   | 33 | 12 | +21 | 8   |
| 2.  | Finland     | 4  | 3   | 0   | 1   | 49 | 7  | +42 | 6   |
| 3.  | Letland     | 4  | 1   | 0   | 3   | 15 | 25 | -10 | 2   |
| 4.  | Rusland     | 4  | 1   | 0   | 3   | 13 | 36 | -23 | 2   |
| 5.  | Denemarken  | 4  | 1   | 0   | 3   | 14 | 44 | -30 | 2   |

| Datum  | Land        | Land        | Uitslag | Periode         |
| ------ | ----------- | ----------- | ------- | --------------- |
| 16 mei | Zwitserland | Letland     | 4 – 3   | (0–1, 3–0, 1–2) |
| 16 mei | Letland     | Denemarken  | 6 – 7   | (0–2, 5–2, 1-3) |
| 17 mei | Finland     | Rusland     | 16 – 1  | (3–1, 4–0, 9–0) |
| 17 mei | Denemarken  | Zwitserland | 4 – 15  | (1–2, 1–4, 2–9) |
| 18 mei | Finland     | Letland     | 14 – 2  | (4–1, 5–0, 5–1) |
| 18 mei | Zwitserland | Rusland     | 10 – 2  | (4–0, 3–2, 3–0) |
| 19 mei | Rusland     | Letland     | 4 – 1   | (2–0, 2–0, 0–3) |
| 19 mei | Finland     | Denemarken  | 16 – 0  | (5–0, 6–0, 5–0) |
| 20 mei | Denemarken  | Letland     | 3 – 7   | (1–2, 1–1, 1–4) |
| 20 mei | Zwitserland | Finland     | 4 – 3   | (1–2, 1–1, 2–0) |

### Rechtstreekse uitschakeling

#### Halve finale
| Datum  | Land     | Land        | Uitslag | Periode         |
| ------ | -------- | ----------- | ------- | --------------- |
| 22 mei | Zweden   | Finland     | 5 – 3   | (1–1, 1–1, 3-1) |
| 22 mei | Tsjechië | Zwitserland | 5 – 3   | (0–3, 2–0, 3–0) |

#### Derde plaats
| Datum  | Land    | Land        | Uitslag | Periode              |
| ------ | ------- | ----------- | ------- | -------------------- |
| 23 mei | Finland | Zwitserland | 8 – 7   | (4–2, 2–2, 1–3, 1-0) |

#### Finale
| Datum  | Land   | Land     | Uitslag | Periode         |
| ------ | ------ | -------- | ------- | --------------- |
| 23 mei | Zweden | Tsjechië | 6 – 4   | (3–0, 2–2, 1–2) |

### Eindrangschikking
| #      | Land        |
| ------ | ----------- |
| Goud   | Zweden      |
| Zilver | Tsjechië    |
| Brons  | Finland     |
| 4      | Zwitserland |
| 5      | Noorwegen   |
| 6      | Letland     |
| 7      | Rusland     |
| 8      | Duitsland   |
| 9      | Denemarken  |
| 10     | Oostenrijk  |

## Divisie B

### Groep A
| Nr. | Land                | GW | Win | Gel | Ver | DV | DT | +/- | Pnt |
| --- | ------------------- | -- | --- | --- | --- | -- | -- | --- | --- |
| 1.  | Italië              | 4  | 4   | 0   | 0   | 41 | 13 | +28 | 8   |
| 2.  | Hongarije           | 4  | 3   | 0   | 1   | 37 | 30 | +7  | 6   |
| 3.  | Verenigd Koninkrijk | 4  | 2   | 0   | 2   | 23 | 26 | -3  | 4   |
| 4.  | Verenigde Staten    | 4  | 1   | 0   | 3   | 16 | 23 | -7  | 2   |
| 5.  | Singapore           | 4  | 0   | 0   | 4   | 15 | 40 | -25 | 0   |

### Groep B
| Nr. | Land      | GW | Win | Gel | Ver | DV | DT | +/- | Pnt |
| --- | --------- | -- | --- | --- | --- | -- | -- | --- | --- |
| 1.  | Estland   | 3  | 3   | 0   | 0   | 17 | 8  | +9  | 6   |
| 2.  | Nederland | 3  | 1   | 1   | 1   | 19 | 17 | +2  | 3   |
| 3.  | Slovenië  | 3  | 1   | 1   | 1   | 15 | 13 | +2  | 3   |
| 4.  | Australië | 3  | 0   | 0   | 3   | 8  | 21 | -13 | 0   |

### Halve finale
| Datum  | Land    | Land      | Uitslag | Periode         |
| ------ | ------- | --------- | ------- | --------------- |
| 21 mei | Italië  | Nederland | 3 – 2   | (1–1, 0–1, 2–0) |
| 21 mei | Estland | Hongarije | 6 – 4   | (0–2, 1–1, 5–1) |

### Finale
| Datum  | Land   | Land    | Uitslag | Periode              |
| ------ | ------ | ------- | ------- | -------------------- |
| 22 mei | Italië | Estland | 6 – 5   | (0–1, 2–2, 3–2, 1-0) |